# Die Blauen Jungs

1957 Platz 2 in den deutschen Top 30:
Zuhause, Zuhause

Die Blauen Jungs war ein österreichisches Vokalquartett, das 1955 unter dem Namen Die Montecarlos gegründet wurde. Mit ihren bei der Schallplattenfirma Polydor veröffentlichten Schallplatten waren sie mit Schlagern und Seemannsliedern bis in die 1960er Jahre im deutschsprachigen Raum erfolgreich.

## Mitglieder
Sowohl als Montecarlos als auch Blaue Jungs trat das Quartett bis zu seiner Auflösung stets in der gleichen Besetzung auf:
- Bob Martin (* 7. Juni 1922 als Leo Heppe in Sibirien; † 19. Januar 1998 in Wien) wurde vom Polydor-Produzenten Gerhard Mendelson bei seinen Auftritten mit den Orchestern Johannes Fehring und Heinz Neubrand entdeckt. Nach Erfolgen als Gesangssolist bei Veranstaltungen im Wiener Kolosseum und im Renaissance-Theater nahm er ab 1950 bei der Schallplattenfirma Philips seine ersten Schallplatten auf.
- Rudolf Kreuzberger (* 9. April 1929 in Wien, † 1. November 2000 ebenda[1]) studierte an der Wiener Musikakademie Gesang. Nachdem er als 20-Jähriger in England einen Tenorwettbewerb gewonnen hatte, wurde er vom Österreichischen Rundfunk als Schlager- und Operettensänger engagiert. 1953 wurde er Mitglied des Wiener Staatsopernchores und begann erste Schallplatten zu besingen. Beginnend mit den Goldenen 4 war Kreuzberger während seiner Sängerkarriere in über 40 Gesangsgruppen aktiv.
- Rudi Resch (* 22. Juli 1922 in Wien) begann seine Musikerkarriere als im Wiener Staatsopernchor, wo er durch seine wandlungsfähige Tenorstimme auffiel. Neben den Montecarlos und den Blauen Jungs wirkte er in zahlreichen anderen Gesangsgruppen mit, unter anderem in dem Background-Chor Colibris.
- Jörg Maria Berg (* 24. September 1930, † 22. Januar 2025  als Adolf Strassmayer in Schönbüel/Donau) war zunächst Musiker in einer eigenen Combo, in der er gelegentlich auch als Sänger auftrat. Gerhard Mendelson brachte ihn 1955 endgültig zur Gesangslaufbahn, als er mit ihm die ersten Schallplatten aufnahm. Besonders erfolgreich war Jörg Maria Berg zusammen mit Peter Kraus, mit dem er das Duo James Brothers bildete.

## Geschichte
Den Namen Die Montecarlos erfand der Wiener Komponist und Arrangeur Erwin Halletz, der zusammen mit Gerhard Mendelson 1955 das Quartett zusammenstellte. Vorbild waren die erfolgreichen amerikanischen Vokalgruppen, die Montecarlos sollten gegenüber den bisher agierenden Musikgruppen wie die Singenden Gesellen oder das Cornel-Trio mit moderner Aufmachung und neuer Klangfarbe das Gruppengenre zeitgemäßer repräsentieren. Im Sommer 1956 erschien die erste Single mit den Montecarlos, die wie auch die nachfolgenden Schallplatten, im Wiener Austrophon Studio für die Plattenfirma Polydor produziert wurde. Ebenso wurden alle Platten parallel in Österreich und Deutschland veröffentlicht. Die erste Single kam mit der Katalognummer 23276 im August 1956 auf den Markt. Ihr A-Seiten-Titel, das von Halletz komponierte Lied Andrea, stieg schnell zu einem Erfolgsschlager auf und erreichte im Oktober 1956 in den Top 30 der deutschen Musikzeitschrift Musikmarkt den dritten Platz. Mit der Coverversion des Guy-Mitchell-Erfolges Singing the Blues kamen die Montecarlos im Mai 1957 noch einmal auf Platz neun.
Drei Monate später veröffentlichten die Vier ihre erste Schallplatte unter dem Namen Die Blauen Jungs. Es war die Polydorsingle Nr. 23509 mit den Titeln Zuhause, Zuhause / Ich komm' zu dir zurück. Mit ihr begab sich das Quartet in eine neue Musikrichtung. Während sie als Montecarlos die Schlagerszene bedienten, sprachen sie nun die Freunde der Seefahrer- und Heimatromantik an. Auch äußerlich wurden Unterschiede gemacht. Während man als Montecarlos im bürgerlichen Anzug auftrat, kamen die Blauen Jungen in maritimer Kleidung auf die Bühne. Bis 1960 fuhr das Quartett noch zweigleisig, auch als Montecarlos veröffentlichten sie bis zu diesem Jahr noch Schallplatten, die jedoch keinen Erfolg mehr hatte. Günstiger verlief der Verkauf der Singles unter dem Namen Die Blauen Jungs. Bereits der Titel Zuhause, Zuhause der ersten Single war derart gefragt, dass er bei Musikmarkt bis zum zweiten Platz aufstieg. Weitere Top-10-Erfolge erreichten die Blauen Jungs 1958 mit den Liedern Auch für mich kommt einmal die Zeit (4.) und Einmal die Ferne seh’n (5.). War bei den Montecarlos meist Erwin Halletz als Komponist aufgetreten, schrieb die Lieder für die Blauen Jungs Polydors Starkomponist Werner Scharfenberger. Er produzierte auch sämtliche Schallplatten der Blauen Jungs. Die nach 1958 veröffentlichten Titel konnten nicht mehr an die ersten Erfolge anknüpfen, doch bis 1961 konnten sich die Blauen Jungs noch mit weiteren sieben Titel in den Hitparaden platzieren. In den Jahren 1962 bis 1964 veröffentlichte Polydor jährlich nur eine Single mit den Blauen Jungs. 1965 gab es von Polydor keine Schallplatte, dafür erschienen zwei Singles bei Ariola, denen 1967 eine dritte folgte. 1966 erschienen bei Polydor wieder, wie früher üblich, drei Singles, und nach einer Pause von drei Jahren kam 1970 die letzte Single mit den Blauen Jungs heraus (Sterne der Heimat / Blau ist das Meer). 1961 hatte Polydor mit den Blauen Jungs die Langspielplatte Von Meer zu Meer produziert, daneben wurden mehrere EP-Singles sowohl mit den Montecarlos als auch mit den Blauen Jungs auf den Markt gebracht.
Zuerst als Die Montecarlos, später als die Blauen Jungs, wirkte das Quartett zwischen 1957 und 1960 mit Gesangseinlagen in sieben Musikfilmen mit. In dem 1957er Film Blaue Jungs traten sie zwar nicht auf, übernahmen aber die von den Moonlights bzw. dem Lukas Trio gesungenen Titel Zuhause, Zuhause und Ich komm' zu dir zurück auf ihrer ersten Single.

## Diskografie (Singles)
| Jahr                 | Titel Album                   | Höchstplatzierung, Gesamtwochen, AuszeichnungChartsChartplatzierungen (Jahr, Titel, Album, Platzierungen, Wochen, Auszeichnungen, Anmerkungen) | Anmerkungen                                                          |
| Jahr                 | Titel Album                   | DE | Anmerkungen                                                          |
| -------------------- | ----------------------------- | --- | -------------------------------------------------------------------- |
| als Die Montecarlos  |                               | |                                                                      |
|                      |                               | |                                                                      |
| 1956                 | Andrea                        | DE8 (16 Wo.)DE | B-Seite: Die Glocke von Notre Dame Polydor 23276                     |
| 1957                 | Junge Liebe                   | DE18 (4 Wo.)DE | B-Seite: Warum strahlen heut’ Nacht die Sterne so hell Polydor 23404 |
| als Die Blauen Jungs |                               | |                                                                      |
|                      |                               | |                                                                      |
| 1957                 | Zuhause, Zuhause              | DE3 (23 Wo.)DE | B-Seite: Ich komm’ zu dir zurück Polydor 23509                       |
| 1958                 | Auch für mich kommt die Zeit  | DE17 (12 Wo.)DE | B-Seite: Wenn ich wieder bei dir bin Polydor 23630                   |
| 1958                 | Wenn ich wieder bei dir bin   | DE29 (4 Wo.)DE | B-Seite von Auch für mich kommt die Zeit                             |
| 1958                 | Einmal die Ferne seh´n        | DE13 (16 Wo.)DE | B-Seite: Wo sind die Freunde Polydor 23745                           |
| 1959                 | Stern von Montana             | DE26 (4 Wo.)DE | B-Seite: Nie mehr wieder Polydor 23910                               |
| 1959                 | Solang du einen Freund hast   | DE30 (8 Wo.)DE | B-Seite: Unser Kurs geht nach Süden Polydor 24051                    |
| 1959                 | Wie schön wär’s jetzt zuhause | DE35 (8 Wo.)DE | B-Seite: Santa Catalina Polydor 24123                                |
| 1959                 | Santa Catalina                | DE30 (8 Wo.)DE | B-Seite von Wie schön wär’s jetzt zuhause                            |
| 1960                 | Wenn weiße Wolken wandern     | DE33 (8 Wo.)DE | B-Seite: Das Leben geht seinen Gang Polydor 24179                    |
| 1960                 | Sieben lange Jahre            | DE41 (4 Wo.)DE | B-Seite: Bis wir uns wiederseh’n Polydor 24315                       |
| 1961                 | Addio, Addio Maria            | DE46 (4 Wo.)DE | B-Seite: Von Hafen zu Hafen Polydor 24438                            |
| 1961                 | Fahr’ uns heim, Kapitän       | DE44 (4 Wo.)DE | B-Seite: Nur in der Fremde Polydor 24583                             |

Weitere Singles

als Die Montecarlos
- 1956: Alle meine Träume / Mein Blick bist du (Polydor 23375)
- 1957: Giovanna Maria / So können nur Frauen sein (Polydor 23472)
- 1957: Bahama Mama / Wann ... (Polydor 23568)
- 1958: Träume, träume, Maria / Ich hab’ ja nur dich (Polydor 23634)
- 1958: Magdalena / Du bis der Stern (Polydor 23785)
- 1958: So wie du / Melodie aus alter Zeit (Polydor 23817)
- 1959: Kein and’res Herz / Teenagerliebe (Polydor 24026)
- 1960: Wenn die Glocken hell erklingen / Das Meer (Polydor 24162)
- 1960: Wie am ersten Tag / Schön wie Mona Lisa (Polydor 24175)
- 1960: In Goona Goona / Franky (Polydor 24305)

als Die Blauen Jungs
- 1961: Wenn das Schifferklavier an Bord erklingt / Wir lagen vor Madagaskar (Polydor 24533)
- 1962: Blauer Himmel, blaue Jungs und blaues Meer / Dort wo die Sterne stehn (Polydor 24736)
- 1963: Kleine Venus von Hawaii / Weit in der Heimat ... (Polydor 52008)
- 1964: Einer ist zuviel / Wo der Himmel so blau ist (Polydor 52392)
- 1965: Blaue Jungs aus Bremerhaven / Nimm uns mit Kapitän auf die Reise (Ariola 18016)
- 1965: Wir lagen vor Madagaskar / Wir lieben die Stürme (Ariola 18156)
- 1966: Ich bin immer noch derselbe / Mein Schiff kommt wieder (Polydor 52609)
- 1966: Heimat deine Sterne / Kleine Möwe, flieg nach Helgoland (Polydor 54001)
- 1966: La Paloma / Alo ahé (Polydor 54094)
- 1967: Farewell, ade / Volldampf voraus (Ariola 19784)
- 1970: Sterne der Heimat / Blau ist das Meer (Polydor 2041036)

## Filmografie
- 1957: Einmal eine große Dame sein – Die Montecarlos als Sänger
- 1957: Kindermädchen für Papa gesucht – Die Montecarlos mit Andrea
- 1957: Blaue Jungs – Die Blauen Jungs mit Zuhause, Zuhause
- 1958: Liebe kann wie Gift sein – Die Montecarlos mit dem Titellied Magdalena (nur Gesang)
- 1958: Mein Schatz ist aus Tirol – Die Blauen Jungs mit Einmal die Ferne seh’n
- 1959: Paradies der Matrosen – Die Blauen Jungs als Sänger
- 1959: Mein Schatz, komm mit ans blaue Meer – Die Blauen Jungs mit So lang du einen Freund hast
- 1960: Schön ist die Liebe am Königssee – Die Blauen Jungs als Sänger